# Anolis cymbops
Anolis cymbops − słabo poznany gatunek jaszczurki z rodziny Anolidae. Zamieszkuje lasy mgliste Meksyku.

## Systematyka
Gatunek zalicza się do rodzaju Anolis. Zaliczany bywał też do Norops, obecnie uznawanego za młodszy synonim Anolis.
Rodzaj Anolis umieszcza się obecnie w monotypowej rodzinie Anolidae. W przeszłości zaliczano go jednak do rodziny legwanowatych (Iguanidae).

## Rozmieszczenie geograficzne
Gatunek ten występuje w Meksyku, będąc endemitem tego kraju i jego stanu Veracruz. Żyje on w środkowej części wymienionego stanu, na wschodnich stokach Sierra Madre Oriental na wysokości około 1000 metrów nad poziomem morza.

## Siedlisko
Siedlisko A. cymbops stanowią tropikalne lasy mgliste.

## Zagrożenia i ochrona
Trend populacyjny tego gatunku, rzadkiego lub licznego w dogodnych siedliskach, nie został określony.
Jaszczurka ta podlega w Meksyku ochronie prawnej.